# My Way (關淑怡專輯)
《My Way》是香港女歌手關淑怡第十三張專輯，第九張粵語大碟，於1994年7月8日推出。大碟中關淑怡無論在形象、曲風以至唱腔都有了極大轉變，充滿前衛感、音樂視野及野心，表現獨立剛強的女性形象，外間對於她的轉變感到非常新鮮。此專輯在香港IFPI銷量榜進榜3週，奪得白金銷量。

## 概述
此專輯在樂評及歌迷間評分頗高，主打歌曲《繾綣星光下》一舉獲得1994年TVB十大劲歌金曲的「十大金曲獎」及「最佳填词獎」(周禮茂)，也成為關淑怡的經典粵語金曲，奠定了她在香港樂壇的天后地位；而《告別戀曲》、《逝去的傳奇》以及非主打歌曲《平靜裡的一盞燈》、《驚世感覺》、《夜靠誰》等都頗受到不少媒介好評。

## 曲目
| 曲序     | 曲目           |          | 作曲                               | 编曲     | 备注                                                                     | 时长  |
| -------- | -------------- | -------- | ---------------------------------- | -------- | ------------------------------------------------------------------------ | ----- |
| 1.       | 逝去的傳奇     | 向雪懷   | Dick Lee                           | 周啟生   | 第二主打                                                                 | 3:33  |
| 2.       | 繾綣星光下     | 周禮茂   | Jean-Loup Dabadie Georges Lunghini | 盧東尼   | 第一主打 國語版為《聽風的歌》 改編自Elsa的《Tour L'temps, Tout L'temps》 | 3:01  |
| 3.       | 緊張           | 因葵     | 林敏驄                             | 林敏驄   |                                                                          | 4:06  |
| 4.       | 夜靠誰         | 余紹祺   | 周啟生                             | 周啟生   |                                                                          | 3:28  |
| 5.       | 平靜裡的一盞燈 | 林敏驄   | Jean-Loup Dabadie Georges Lunghini | 蘇德華   | 國語版為《心》 改編自Elsa的《C'est Bien C'est Mal》                      | 4:12  |
| 6.       | 心箭           | 黄霑     | 草生                               | 周啟生   |                                                                          | 3:10  |
| 7.       | Rumour         | 陳少琪   | Lauren Christy                     | 盧東尼   | 改編自Lauren Christy的《The Rumour》                                     | 3:40  |
| 8.       | 告別戀曲       | 簡寧     | 中西保志                           | 盧東尼   | 第三主打 改編自中西保志的《Last Call》                                   | 5:09  |
| 9.       | 驚世感覺       | 林敏驄   | 林敏驄                             | 林敏驄   |                                                                          | 4:05  |
| 10.      | 偷取我心       | 黃真     | 蘇德華                             | 蘇德華   |                                                                          | 4:30  |
| 11.      | 窗內窗外       | 簡寧     | Lauren Christy                     | 盧東尼   | 改編自Lauren Christy的《Steep》                                          | 4:20  |
| 总时长： | 总时长：       | 总时长： | 总时长：                           | 总时长： | 总时长：                                                                 | 43:19 |

## 唱片版本
- 盒帶版
- CD版
- 《從頭認識》版：《從頭認識》是將關淑怡在寶麗金一共10張粵語大碟捆綁發售。
- 2014年 20週年 24K Gold (首批限量版)
- 2020年4月9日 《歌姬の戰紀》SACD版：環球香港將關淑怡在寶麗金後期共8張粵語及國語大碟以SACD形式綑綁發售
- 環球經典禮讚：2021年3月19日，是將關淑怡的3張粵語大碟捆綁發售。

## 音樂錄影帶
- 繾綣星光下
- 逝去的傳奇
- 告別戀曲

## 獎項

### 歌曲《繾綣星光下》
- 1994年第十七屆十大中文金曲頒獎音樂會－十大中文金曲獎
- 1994年度十大勁歌金曲頒獎典禮－十大勁歌金曲獎
- 1994年度十大勁歌金曲頒獎典禮－最佳填詞（周禮茂）
- 1994年度十大勁歌金曲頒獎典禮－最佳歌曲監製（葉廣權）
- 1994年度新城精選金心魅力情歌鑽石大獎（女）
- 1994年TVB勁歌金曲第三季季選－季選得獎歌曲

### 專輯《My Way》
- 第一屆香港唱片設計大賞──最佳髮型（My Way）

## 香港IFPI銷量成績
❶07/14/94 4 關淑怡 MY WAY
❷07/21/94 2 關淑怡 MY WAY
❸07/28/94 9 關淑怡 MY WAY